# 肉托果属
肉托果属（学名：Semecarpus）是漆树科下的一个属，为灌木或乔木植物。该属共有约80种，分布于热带亚洲至大洋洲。